# Evoluție (Star Trek: Generația următoare)
Evoluție (Evolution) este primul episod al celui de-al treilea sezon al serialului științifico-fantastic „Star Trek: Generația următoare”, cel de-al 50-lea episod în total. A fost difuzat la 25 septembrie 1989.

## Prezentare
În acest episod, naniți scăpați amenință Enterprise, precum și misiunea critică de cercetare.

## Povestea
Nava stelară a Federației Enterprise, sub comanda căpitanului Jean-Luc Picard (Patrick Stewart), se apropie de sistemul binar al stelelor Kavis Alpha pentru a efectua cercetări astrofizice sub îndrumarea doctorului Paul Stubbs (Ken Jenkins), analizând descompunerea neutroniumului ca rezultat al unei explozii stelare care are loc la fiecare 196 de ani și se va produce în următoarele câteva ore. Stubbs plănuiește să lanseze o sondă, numită Egg, pentru a strânge datele, un rezultat al dezvoltării unei vieți. Între timp, medicul șef, dr. Crusher (Gates McFadden), și-a revenit la îndatoririle sale asupra întreprinderii, după un stagiu petrecut de la sediul medical al Flotei Stelare.
Pe măsură ce momentul exploziei stelare se apropie, nava funcționează în mod ciudat, iar problema este urmărită în nucleul computerului. Cadetull Wesley Crusher (Wil Wheaton), care lucra la un proiect care implica naniți microscopici, își dă seama că e posibil să fi scăpat doi naniți din experimentele sale. Naniții au fost programați să găsească modalități de a lucra împreună și de a evolua. O scanare a nucleului computerului arată că naniții au găsit o modalitate de a se replica și să locuiască în nucleul computerului. Cu comenzile computerului nesigure, echipajul și dr. Stubbs încearcă să vadă dacă pot elimina naniții din nucleu. Cu toate acestea, dr. Stubbs descarcă în nucleu o explozie de radiații gama, distrugând un număr mare de naniti. Ei se răzvrătesc prin inundarea punții cu dioxid de azot, pe care echipajul îl anulează. Dr. Stubbs este consemnat în camera sa, dar nanitii încearcă să se răzbune mai mult, curentându-l cu electricitate. Căpitanul Picard se pregătește să inunde nucleul computerului cu radiații gama pentru a elimina complet naniții, dar comandantul Data (Brent Spiner) stabilește comunicarea cu nanitii și le permite să-i folosească corpul pentru a vorbi cu Picard. Picard își dă seama că naniții sunt conștienți de sine și au considerat că acțiunile dr. Stubbs erau ostile, dar vor pace. Picard negociază o înțelegere pentru a trimite naniții pe Kavis Alpha IV, desemnând-o ca fiind lumea lor de origine. Naniții sunt de acord și repară daunele cauzate nucleului computerului înainte de a-l părăsi. Dr. Stubbs lansează sonda la timp și colectează un volum mare de date. cadetul Crusher, care se simte răspunzător de incident, este consiliat de mama sa; ambii realizând că se maturizează.

## Vezi și
- 1989 în științifico-fantastic